# Natura 2000-område nr. 3 Jerup Hede, Råbjerg og Tolshave Mose
Natura 2000-område nr. 3 Jerup Hede, Råbjerg og Tolshave Mose er en naturplan under det fælleseuropæiske Natura 2000-projekt. Planområdet Jerup Hede, Råbjerg Mose og Tolshave Mose, har et areal på 4.024 hektar, og er udpeget som EU-habitatområde, og de centrale dele af området er også fuglebeskyttelsesområde; Råbjerg Mose og Tolshave, et område mellem Jebjerg og Tolshave Mose, er tillige fredet  . Kragskov og Strandby Hede ligger også i planområdet.
Området ligger i den østlige del af Vendsyssel i Frederikshavn Kommune, syd for Ålbæk Klitplantage mellem Ålbæk og Frederikshavn, med Jerup som nærmeste by.
Området rummer landets største areal med landskabstypen rimmer og dobber, og er landets vigtigste for dagsommerfuglen hedepletvinge; det vat et af hovedfokusområderne for LIFE ASPEA-projektet til bevarelse af . Området huser også det nordligste voksested for den fredede orkidé, maj-gøgeurt, og den eneste kendte bestand af mose-post i Danmark.
Her er ynglende tinksmed, trane, mosehornugle og rødrygget tornskade, hvilket begrunder udpegningen af fuglebeskyttelses-området.

## Udpegningsgrundlag for Fuglebeskyttelsesområde nr. 6
- Plettet rørvagtel (Y)
- Engsnarre (Y)
- Trane (Y)
- Tinksmed (Y)
- Mosehornugle (Y)
- Rødrygget tornskade (Y)